# 程嘉行
程嘉行（1480年—1537年），字公敏，號訥庵，江西饒州府樂平縣人，軍籍。明朝政治人物，同進士出身。

## 生平
治《詩經》，行十七，正德五年（1510年）庚午科江西鄉試第五十一名舉人，年四十四歲中式嘉靖二年（1523年）癸未科會試第一百十六名，第三甲第二百三十五名進士。次年，擔任南直隸長洲縣知縣。此後改任國子監博士，嘉靖八年三月升任南京刑部主事，十年丁祖母劉氏憂，服闋，十三年復除原職，尋調北工部主事，十四年十二月升工部屯田司員外郎，管理臨清磚廠，负责监督烧造皇陵和宫殿用的各色御砖。十五年十二月官至礼部主客司郎中，在任六月，以病乞休，十六年九月行至臨清病卒，享年五十八。墓在今乐平县浯口镇瑶冲村，戴儒撰墓志铭。

## 著作
所著有《訥菴集》。

## 家族
曾祖程本立。祖父程麟，县丞。父程廷表。母范氏。重庆下。弟嘉禾、嘉善、嘉客、嘉式、嘉望。